# Ostermundigen
Ostermundigen es una ciudad y comuna suiza del cantón de Berna, situada en el distrito administrativo de Berna-Mittelland. Limita al norte con las comunas de Ittigen y Bolligen, al este con Stettlen, al sur con Muri bei Bern, y al oeste con la ciudad de Berna.
Hasta el 31 de diciembre de 2009 situada en el distrito de Berna.

## Personalidades
- Ursula Andress, actriz.
- Fabian Cancellara, ciclista.
- Michelle Hunziker, actriz y animadora de televisión.
- Michel Kratochvil, tenista.
- Ernst Nobs, consejero federal.

## Ciudades hermanadas

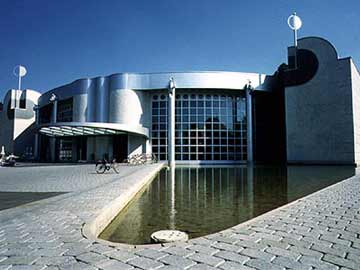
Migros en Ostermundigen.

- Löhnberg.
- Oberwil im Simmental.
- Troyan.